# Campeonato Gaúcho 1961
In 1961 werd het 41ste Campeonato Gaúcho gespeeld voor voetbalclubs uit de Braziliaanse staat Rio Grande do Sul. De competitie werd gespeeld van 4 juni tot 9 december. Voor het eerst werden er geen regionale competitie georganiseerd die de deelnemers aan de eindronde moesten bepalen, maar kwam er één uniforme competitie zoals in alle andere staten van het land dit al jaren gebruikelijk was. Zo speelden Internacional en Grêmio ook voor het eerst samen in het Campeonato Gaúcho. Internacional werd kampioen. 

## Eindstand
| Plaats | Club            | Wed. | W  | G | V  | Saldo | Ptn. |
| ------ | --------------- | ---- | -- | - | -- | ----- | ---- |
| 1.     | Internacional   | 22   | 16 | 4 | 2  | 56:20 | 36   |
| 2.     | Grêmio          | 22   | 14 | 5 | 3  | 55:24 | 33   |
| 3.     | Farroupilha     | 22   | 11 | 4 | 7  | 39:35 | 26   |
| 3.     | Floriano        | 22   | 10 | 6 | 6  | 46:30 | 26   |
| 5.     | Pelotas         | 22   | 11 | 2 | 9  | 36:36 | 24   |
| 6.     | Aimoré          | 22   | 8  | 7 | 7  | 39:30 | 23   |
| 7.     | Guarany de Bagé | 22   | 8  | 5 | 9  | 37:33 | 21   |
| 7.     | Juventude       | 22   | 8  | 5 | 9  | 35:38 | 21   |
| 9.     | Cruzeiro        | 22   | 6  | 6 | 10 | 33:35 | 18   |
| 10.    | Flamengo        | 22   | 6  | 4 | 12 | 35:50 | 16   |
| 11.    | São José        | 22   | 5  | 3 | 14 | 25:50 | 13   |
| 12.    | Rio-Grandense   | 22   | 2  | 3 | 17 | 25:80 | 7    |

## Kampioen
| Campeonato Gaúcho de 1961          |
| Porto Alegre                       |
| ---------------------------------- |
| INTERNACIONAL Kampioen (16° titel) |